# Sultan Omar Ali Saifuddin-moskee

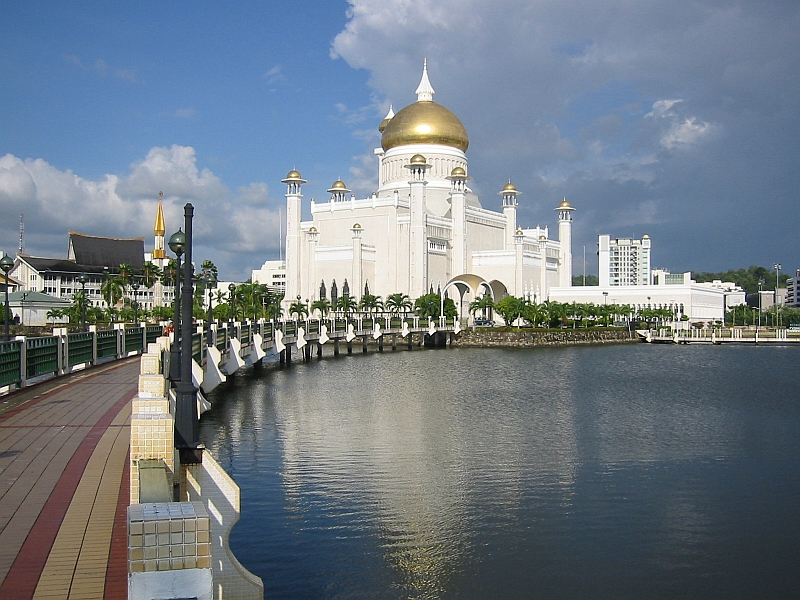
De moskee gezien over het water

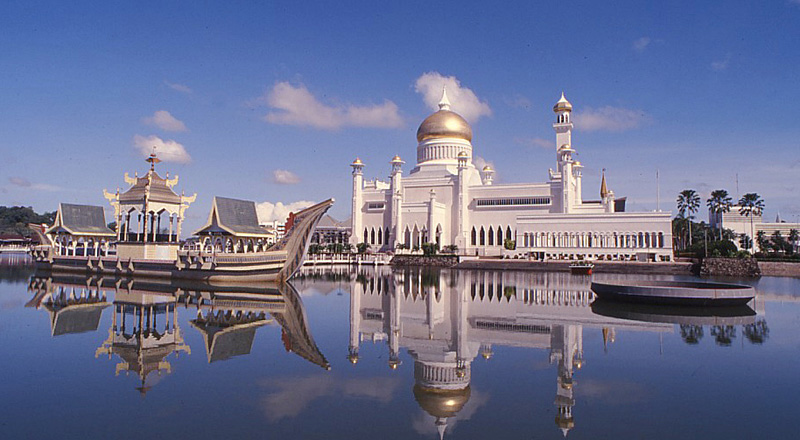
De moskee met het schip op de voorgrond

De Sultan Omar Ali Saifuddin-moskee is de koninklijke moskee van het islamitische koninkrijk Brunei. Het gebouw bevindt zich in de hoofdstad Bandar Seri Begawan en geldt als oriëntatiepunt van de stad en het hele land. De moskee wordt gezien als een van de mooiste en indrukwekkendste van Pacifisch Azië en vormt een van de grootste toeristische trekpleisters van Brunei.

## Bouw en stijl
De moskee is genoemd naar Omar Ali Saifuddien III, de 28e sultan van Brunei en wordt gezien als het symbool van de islamitische religie aldaar. Het gebouw, dat de skyline van Bandar Seri Begawan sterk bepaalt en een symbool vormt van de islamitische architectuur, werd voltooid in 1958 en kostte 5 miljoen dollar. Het gebouw werd ontworpen door een Italiaanse architect, die naast islamitische ook Italiaanse stijlen in het gebouw verwerkte. Het gebouw is in een kunstmatig meer nabij de oever van de Bruneirivier gebouwd en wordt omgeven door de waterstad Kampong Ayer. De moskee heeft marmeren minaretten en gouden koepels en bevat hofjes en tuinen met fonteinen. Een overvloed aan bomen en bloementuinen moet de hemel karakteriseren zoals die in de islam wordt voorgesteld. Een gebogen brug verbindt de moskee met de Kampong Ayer. Een andere marmeren brug leidt naar een stenen structuur in de vorm van een 16e-eeuws schip in het water, die in het verleden werd gebruikt voor staatsceremonieën.
De centrale hoofdkoepel is volledig bedekt met 24-karaats bladgoud. De hoofdminaret vormt met een hoogte van 52 meter het hoogste punt van de moskee en is in renaissancestijl opgetrokken, iets wat weinig voorkomt bij moskeeën. De minaret bevat een lift, waarvan toeristen die een blik over de stad willen werpen gebruik mogen maken.
Het interieur van de moskee is alleen voor gebed bedoeld. Er is gemozaïekt gebrandschilderd glas in verwerkt, alsook een groot aantal bogen, halve koepels en marmeren zuilen. De moskee is grotendeels gebouwd uit materiaal dat van buiten Brunei is aangevoerd. Zo komt het marmer uit Italië, het graniet uit Shanghai, de kristallen kandelaren uit Engeland en de tapijten uit Saoedi-Arabië.